# Руські Комарівці
Руські Кома́рівці — село в Ужгородському районі Закарпатської області на річці Солотвинка.

## Історія
Село Руські Комарівці у писемних джерелах уперше згадується у 1325 році. Виникло близько XV ст. на волоському праві. Шолтейс управляв селом ще в XVI ст. В письмових джерелах село відоме під назвами «Komorocz», «Orosz Komorocz» (Руські Комарівці).
Відомо про грамоту Ержебет Сіладі, матері угорського короля Матяша (1443-1490), в якій йшлося про те, що «всі люди кріпацького стану, які прийдуть на пусті землі, зроблять собі дома і житла, повні п’ять років не будуть платити зборів...»
Дещо згодом село почали називати — «Orosz Komarocz», щоб відрізняти від іншого -Palágy Komoróc (Паладь-Комарівці), де проживає переважно угорське населення. У 1588 році оподаткуванню підлягали 9 селянських господарств, які разом володіли 5,5 порти землі. У 1599 році в селі нараховувалось 25 залежних селянських господарств і господарство шолтейса. Наприкінці XVI ст. Руські Комарівці вважалися середнім за величиною селом. На початок XVIII ст. в ньому господарювали лише 4 селянські родини, що було спричинено знелюдненням сіл на Ужанщині внаслідок карального терору австрійської армії після придушення повстання русинів-куруців під керівництвом князя Ференца ІІ Ракоці в ході Національно-визвольної війні угорського народу проти австрійської монархії (1703—1711 р.р.).
Джерела другої половини XVIII ст. Руські Комарівці відносять до руських (русинських) сіл.
Під час виборів до Сойму Карпатської України у 1939 році більшість населення села проголосувало проти кандидатів від УНО.
В надрукованому збірнику «Просвіти» 1924 року вказується, що колись село Руські Комарівці належало графині Сантіваній.
Через село протікає мілководна річка Солотвинка, на якій колись було збудовано два водяні млини (зруйновані в радянські часи після електрифікації колгоспів). У центрі – місток, побудований в часи Чехословаччини у 1922 році, греко-католицька церква, попівська фара та будівля сільської ради.
Ще за часів Австро-Угорщини пролягала околицями села вузькоколійна залізниця "Ужгород-Анталовці", яку частково будували російські та італійські військовополонені під час Першої світової війни. А деякі навіть залишилися у селі, створивши сім’ї. Вагончики транспортували дрова, будівельні матеріали, перевозили пасажирів. Селяни називали цей поїзд «шіфою». У 1975-76 роках рішенням Львівської залізниці цю вузькоколійну залізницю ліквідували як нерентабельну.

## Політика

### Парламентські вибори, 2019
На позачергових парламентських виборах 2019 року у селі функціонувала окрема виборча дільниця № 210584, розташована у приміщенні сільської ради.
Результати
- зареєстровано 1194 виборці, явка 48,41%, найбільше голосів віддано за «Слугу народу» — 41,68%, за «Опозиційний блок» — 28,70%, за Всеукраїнське об'єднання «Батьківщина» — 9,51%.[1] В одномандатному окрузі найбільше голосів отримав Андрій Андріїв (самовисування) — 39,70%, за Роберта Горвата (самовисування) — 21,74%, за Олександра Пекаря (Слуга народу) — 15,69%[2].

## Храм св. Миколи Чудотворця (1820 р.)
Попередня церква була дерев’яна, з усіма образами і двома дзвонами.
Теперішня церква – типова мурована з каменю базиліка довжиною 25 м і шириною 10 м. Датою початку будівництва називають 1775 pік. Гроші на спорудження зібрали селяни. Найбільше подарував Іван Рижак, чим заслужив собі честь бути похованим у церковному дворі. Поховані тут також Лукачі, які дали свою землю для церкви. У 1932 р. на день Христа Царя о.М.Калинець (ЧСВВ) посвятив церкву після малювання склепінь та встановлення образів Страстей Господніх. Церкву ремонтували у 1979 р. за священика Івана Левка.
Інтер’єр розмальований сюжетами з Євангелія, на склепіннях — композиції “Зішестя св. духа”, “Воскресіння Господнє”, “Різдво”, є також два вітражі “Пресвята богородиця, яка молиться” та “Найсвятіше серце Ісуса”. Оскільки дзвони на турні дуже розгойдували споруду, біля церкви збудували окрему дзвіницю. Найбільший дзвін забрали угорці під час Другої світової війни. Селяни дуже сумували за дзвоном і, можливо, тому поширився переказ, що дзвін з написом “Руські Комарівці” бачили чи то в Москві, чи ще десь. Місцевий греко-католицький священник Юлій Желтвай (1911-1980) був ув’язнений у таборах Сибіру з 1949 по 1956 р. під час гонінь тогочасної влади на греко-католицьку церкву.

## Сучасність
Руські Комарівці прославилися газовими родовищами, які були розвідані у 1982 році на околиці села. Згідно з Державним
балансом запасів корисних копалин у Закарпатській області там розвідано 4 родовища газу. Причому, видобувають
його лише на двох: Солотвинському та Русько-Комарівському. Останнє — найбільше за запасами «блакитного палива» у Мукачівській западині. Геологи стверджують, що містить не менше 2 млрд кубометрів, що майже вдесятеро більше, ніж в усіх інших.
На території Руських Комарівців у 1962 році пробурили свердловину і теж знайшли термальну воду високої мінералізації, із великим надлишком солей.

## Туристичні, цікаві місця
- греко-католицький храм св. Миколи Чудотворця (1820 р.)
- залишки вузькоколійної залізниці "Ужгород-Анталовці"

## Населення
Згідно з переписом в СРСР (УРСР) 1989 року чисельність наявного населення села становила 1528 осіб, з яких 731 чоловік та 797 жінок.
За переписом населення України 2001 року в селі мешкали 1573 особи.

### Мова
Розподіл населення за рідною мовою за даними перепису населення 2001 року:
| Мова       | Відсоток |
| ---------- | -------- |
| українська | 83,06%   |
| угорська   | 16,18%   |
| російська  | 0,51%    |
| циганська  | 0,13%    |
| вірменська | 0,06%    |
| молдовська | 0,06%    |

## Відомі уродженці
- Андрійканич Іван Васильович — український скульптор, педагог.
- Фучко Степан - місцева «кінозірка»- він був не лише асистентом режисера фільму «В бой идут одни старики» (1973 р.), а навіть виконав одну із ролей. Досі згадують, як у 1963 році знімав поблизу села «Війну і мир» Сергій Бондарчук. Зокрема, саме на місцевих пагорбах відтворювали епізоди битв під Аустерліцом та Бородіно. У масових зйомках подеколи брали участь до 15 тисяч осіб, переважно радянських військовослужбовців.
- Чомоляк Максим Анатолійович — військовослужбовець 68-го окремого батальйону сил територіальної оборони Закарпаття, загинув 9 листопада 2022 р. у ході військових дій по стримуванню повномасштабного збройного вторгнення Росії.[6]